# Цивадіц Артем Тимурович
Арте́м Тиму́рович Цивадіц — майор Збройних сил України.
Станом на січень 2014 року — льотчик 3-го класу, командир екіпажу вертольота, брав участь у миротворчій місії в ДР Конго, 18-й окремий вертолітний загін Місії ООН.
31 жовтня 2014 року за особисту мужність і героїзм, виявлені у захисті державного суверенітету та територіальної цілісності України, вірність військовій присязі під час Російсько-української війни, відзначений — нагороджений орденом «За мужність» III ступеня.